# Hitoshi Sogahata
Hitoshi Sogahata, född 2 augusti 1979 i Ibaraki prefektur, Japan, är en japansk fotbollsspelare som sedan 1998 spelar i Kashima Antlers.